# Іоанна Французька (принцеса Франції)
Жанна Французька (фр. Jeanne de France; травень 1351—16 вересня 1371) — дочка короля Франції Філіпа VI і його другої дружини Бланки Наваррської

## Біографія
Жанна народилась в травні 1351 року, вже після смерті свого батька, який помер в 1350 році. В Жанни було два брати від першого шлюбу батька Іоанн і Філіп.
В 1570 році Жанна була заручена з Арагонським престолонаслідником Хуаном. Шлюбний договір був підписаний 16 липня 1370. В наступному році Жанна відправилась в Арагон щоб вийти заміж але 16 вересня Жанна помирає.
Матір Жанни Бланка після смерті дочки прожила ще 27 років. Обидві були похованими в абатстві Сен-Дені.